# Anoplotrupes hornii
Anoplotrupes hornii är en skalbaggsart som beskrevs av Blanchard 1888. Anoplotrupes hornii ingår i släktet Anoplotrupes och familjen tordyvlar. Inga underarter finns listade i Catalogue of Life.